# Wochenendhäuser Am Badbergsand 1
Die Wochenendhäuser Am Badbergsand 1, Ecke Mühlenweg südlich vom Kern von Dötlingen stammen aus dem frühen 20. Jahrhundert.
Aktuell (2023) werden sie wohl als Wochenendhäuser genutzt.
Die Gebäude stehen unter Denkmalschutz (siehe auch Liste der Baudenkmale in Dötlingen).

## Beschreibung
Die Gruppe aus den 1920er Jahren auf einem großen Waldgrundstück, teilweise mit Einfriedung durch Erdwall und mit Feldsteinen eingefasster hölzerner Pforte, besteht aus:
- dem eingeschossigen verbretterten Wochenendhaus in Holz mit Satteldach und Anbau mit Pultdach sowie erhaltenen Fenster und Türen,[2]
- dem eingeschossigen hölzernen Pumpenhaus mit Satteldach,[3]
- dem eingeschossigen langgestreckten Erdkeller an der Südostecke mit verbretterten Giebelseiten und Satteldach[4]
- und weiteren nicht denkmalgeschützten Holzhäusern.

Das Landesdenkmalamt befand: „… geschichtliche Bedeutung … für den Bautyp …“